# Lao-lao

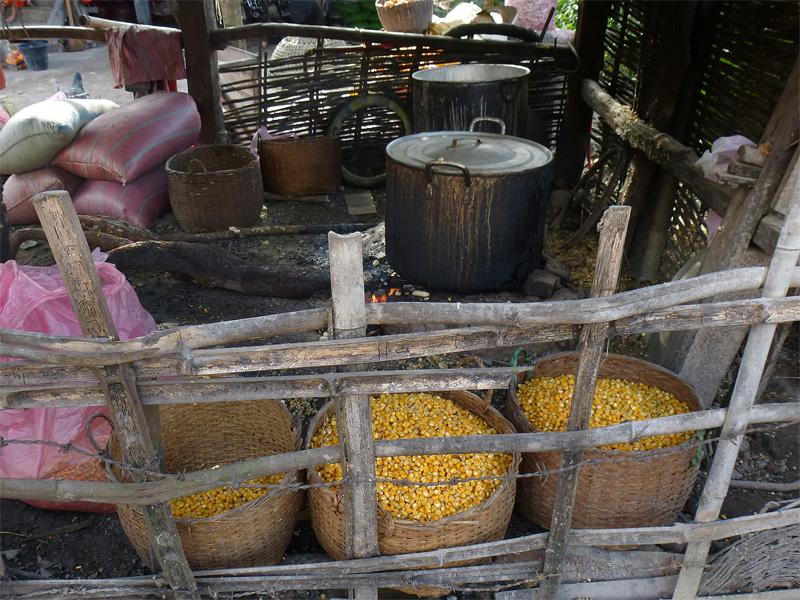
Destil·leria de Lao-lao a Luang Namtha, whisky fet d'arròs o, a vegades, de blat de moro

El Lao-lao (o whisky d'arròs) (en idioma laosià ເຫລົ້າລາວ) és una beguda alcohòlica tradicional de Laos, un licor produït a partir de la fermentació de l'arròs amb alta graduació alcohòlica (al voltant del 40 %), i que es produeix de manera artesanal en les llars laosianes. S'acostuma a servir per a donar la benvinguda als visitants i en les celebracions. La beguda es serveix en un únic got per a tots els comensals, que s'asseuen en cercle, i es va emplenant aquest mateix got cada cop que cadascun dels membres del cercle es beu la beguda. És freqüent que a l'interior de les ampolles de vidre de Lao-lao es col·loquin algunes arrels o rèptils com a serps o escorpins, això en fa una beguda molt apreciada a la qual s'atribueixen propietats medicinals. També és considerada com la beguda alcohòlica a més bon mercat del món, puix que al seu país d'origen, es poden trobar ampolles d'aquest licor a un preu que no passa d'un dòlar. Juntament amb el beerlao, que és la cervesa tradicional laosiana, són aquestes 2 les begudes alcohòliques mes importants del país asiàtic.
El nom no és una paraula repetida, sinó que existeix una lleugera diferència en la pronunciació quant a la durada de cadascuna dels dos mots, cosa que fa que en l'idioma laosià la primera lao (ເຫລົ້າ) significa «alcohol» i es pronuncia amb un to més llarg i descendent en el dialecte estàndard laosià i la segona lao (ລາວ) significa «laosià» i es pronuncia en un to més curt i ascendent.
Es considera que el turisme que visita Laos, no ha reeixit la seva visita al país si no tasta aquesta beguda tradicional; això fa que sigui habitual que les empreses turístiques ofereixin entre els seus paquets la visita als centres de producció de la beguda per a la degustació, i fins i tot itineraris turístics exclusius basats en la història, la producció i les varietats d'aquest destil·lat.